# Самотні вовки
«Самотні вовки» (англ. Wolfs) — американський психологічний трилер сценариста і режисера Джона Воттса. Головні ролі зіграли Джордж Клуні та Бред Пітт.

## Синопсис
Окружний прокурор Мангеттена Маргарет опиняється в досить скрутній ситуації. Жінка планувала провести вечір в номері готеля з молодим хлопцем, але тепер той знаходиться на підлозі без жодних ознак життя. Маргарет в паніці. Проте чиновниця згадує, що в неї є номер людини, яку потрібно викликати в подібних ситуаціях.
Дочекавшись приїзду потрібної людини та виконавши всі його інструкції, Маргарет сподівається на вирішення її проблеми. Незнайомець починає детально розпитувати жінку про події вечора, як раптом вони чують стук у двері. Неочікувано до номеру заходить ще один чоловік. Він повідомляє Маргарет, що прибув, щоб розв'язати її проблему. На питання про те, хто його викликав, він вказує на приховану камеру. Виявляється, що власниця готелю, помітивши прикрий інцидент, звернулася до свого спеціаліста з подібних питань. У зв'язку з цим між чоловіками починається конфлікт, так як вони звикли працювати самостійно. Тим не менш власниця готелю та Маргарет домовляються про те, що їх люди мають діяти у парі. Після цього окружний прокурор залишає номер.
Незважаючи на домовленості, чоловікам не вдається знайти спільну мову. Попри це тіло хлопця досить швидко переміщується з номера готелю до багажника автомобіля. Тепер залишається лише видалити записи з камер відеоспостереження. Однак в цей момент, коли між чоловіками знову виникає суперечка, з'ясовується одна важлива деталь — хлопець все ще живий. Він знаходиться під впливом наркотичних речовин. Тому, задля його порятунку, потрібно швидко звернутися за допомогою кваліфікованого лікаря...

## Акторський склад
| Актор             | Роль        |
| ----------------- | ----------- |
| Джордж Клуні      | Джек        |
| Бред Пітт         | Нік         |
| Остін Абрамс      | Кід         |
| Емі Раян          | Маргарет    |
| Пурна Джаганнатан | Джун        |
| Златко Бурич      | Дімітрій    |
| Річард Кайнд      | батько Кіда |

## Виробництво
У вересні 2021 року було оголошено, що Джон Воттс напише сценарій і зрежисерує трилер без назви, а Джордж Клуні та Бред Пітт виконають головні ролі та продюсуватимуть стрічку. Apple TV+ придбала права на фільм після перемоги у студійних війнах проти таких студій, як Sony Pictures, Lionsgate, Annapurna Pictures, Metro-Goldwyn-Mayer, Universal Pictures, Warner Bros. Pictures, Netflix і Amazon Studios. Незабаром до акторського складу приєдналася Емі Раян. Оператором-постановником виступив Ларкін Сейпл, а фільм отримав назву «Вовки». У лютому до акторського складу додалися Остін Абрамс і Пурна Джаганнатан.
Зйомки почалися в січні 2023 року в Нью-Йорку. Клуні та Пітт також знімались в Гарлемі та Чайнатауні. Зйомки були призупинені в липні через страйк SAG-AFTRA 2023 року.

## Випуск
Прем'єра фільму відбулася поза конкурсом на 81-му Венеційському міжнародному кінофестивалі 1 вересня 2024 року.
Вихід у США відбувся 20 вересня 2024 року.
В Україні фільм вийшов в прокат 19 вересня 2024 року.

## Оцінки критиків
За даними Rotten Tomatoes, 67% зі 172 критиків позитивно оцінили фільм, надавши йому середню оцінку 5,9 бала з 10. На платформі Metacritic фільм отримав середній бал 60 зі 100 на основі відгуків 51 кінокритика, що відповідає категорії «змішані або середні».
Вараєті каже, що «Вовки» — розумна, дотепна і вишукана бойова комедія. The Guardian пише, що фільм дурнуватий, але те, як веселяться Пітт і Клуні, — дуже захопливе видовище.